# Schreieule

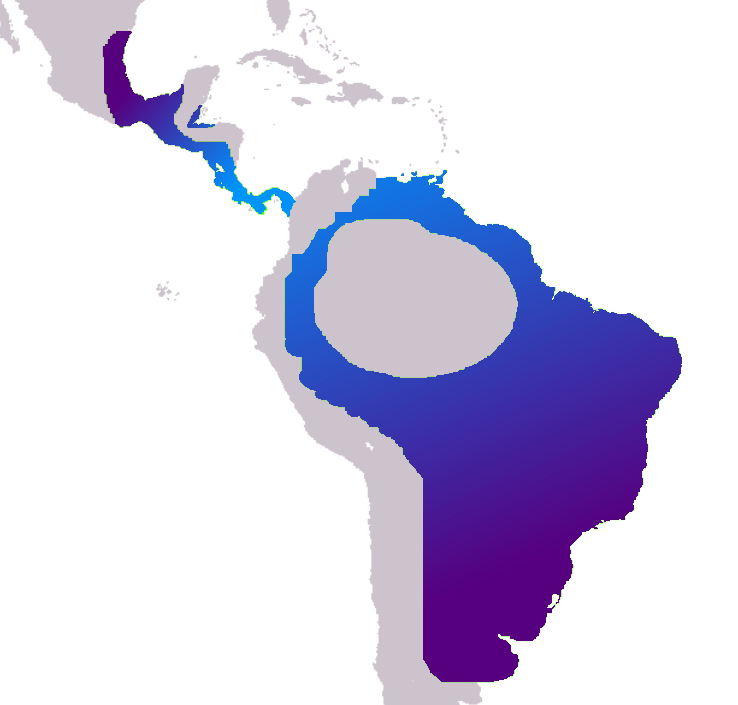
Verbreitungsgebiet

Die Schreieule (Asio clamator), auch Streifen-Ohreule genannt, ist eine Art aus der Familie der Eigentlichen Eulen. Sie kommt in drei Unterarten ausschließlich in Nord-, Zentral- und Südamerika vor.

## Erscheinungsbild
Mit einer Körpergröße von 30 bis 38 Zentimetern ist sie eine mittelgroße Vertreterin ihrer Gattung. Wie alle Ohreulen hat sie auffallende Federohren. Der Gesichtsschleier ist blass braun mit einem dunklen Rand. Die Körperoberseite ist ockerfarben bis rötlich braun mit grauen Längsstreifen auf der Stirn, dem Scheitel und im Nacken. Der Rücken ist dunkel gefleckt und gestreift. Die Körperunterseite ist blass ockerfarben bis cremeweiß mit auffälligen dunklen Längsstreifen. Die Augen sind braun. Läufe und Zehen sind befiedert.
Verwechslungsmöglichkeiten bestehen mit der Waldohreule. Diese hat jedoch einen brauneren Gesichtsschleier und orangegelbe Augen. Die Styxeule ist deutlich dunkler mit gelblichen Augen. Der Virginiauhu ist größer und hat kräftigere Krallen.

## Verbreitung und Lebensraum
Das Verbreitungsgebiet der Schreieule reicht vom Süden Mexikos über Zentralamerika bis nach Kolumbien und Venezuela, den beiden Guayanas, Ostperu, Bolivien, Brasilien, Paraguay, dem Norden von Argentinien und Uruguay sowie der Karibik. Sie ist ein Standvogel, der offenes und halboffenes Grasland mit einigen vereinzelten Bäumen und Sträuchern besiedelt. Sie findet sich außerdem in der Nähe zu offenem und halboffenen Waldland, Marschland mit Sträuchern, Weiden und landwirtschaftlichen Flächen. Sie besiedelt sogar Landebahnen und Reisfelder. Sie fehlt in dichtem Wald und meidet generell das Amazonasgebiet mit seinen dichten Wäldern. Die Höhenverbreitung reicht von der Tiefebene bis in Regionen über 1.400 Meter über NN.

## Lebensweise
Die Schreieule ist eine dämmerungs- und nachtaktive Eulenart. Sie übertagt in Sträuchern oder im dichten Blattwerk von Bäumen. Mitunter sitzt sie direkt auf dem Erdboden. Außerhalb der Brutzeit kann man sie gelegentlich in kleineren Trupps beobachten, die nahe beieinander übertagen. Ihr Nahrungsspektrum besteht überwiegend aus kleinen Säugern und anderen kleinen Wirbeltieren sowie Insekten. Laubheuschrecken spielen in ihrer Ernährung eine besondere Rolle. Aufgrund ihrer verhältnismäßig starken Krallen kann sie größere Beute als die Waldohreule schlagen, die ihr in der Größe gleicht. Sie schlägt Säugetiere bis zur Größe von Ratten und Vögel bis zur Größe von Tauben. Ohrflecktauben gehören beispielsweise häufiger zu ihrer Beute. Sie fängt außerdem auch Fledermäuse.
Schreieulen sind territoriale Eulen. Das Männchen zeigt die Grenzen seines Territoriums an, indem es von Warten aus seinen Gesang hören lässt. Während der Balzzeit rufen Männchen und Weibchen auch wechselweise. Schreieulen nisten gewöhnlich auf dem Erdboden, wobei das Nest durch überhängende Vegetation geschützt ist. Die Fortpflanzungszeit variiert in Abhängigkeit vom Verbreitungsgebiet. Das Gelege besteht gewöhnlich aus drei Eiern. Sie werden allein vom Weibchen bebrütet, das während der Brutzeit das Nest immer nur für sehr kurze Zeit verlässt. Es wird vom Männchen mit Nahrung versorgt. Die Brutzeit beginnt mit der Ablage des ersten Eies und währt gewöhnlich 33 Tage. Die Jungvögel sind mit 37 bis 46 Tagen flügge. Im Alter von etwa 130 bis 140 Tagen werden sie von den Elternvögeln aus dem Revier vertrieben.

## Unterarten
Es werden folgende Unterarten unterschieden:
- Asio clamator forbesi (Lowery & Dalquest, 1951)[3] kommt vom südlichen Mexiko bis Panama vor.
- Asio clamator clamator (Vieillot, 1808)[4] ist in Kolumbien und Venezuela über das östliche Peru und das zentrale sowie nordöstliche Brasilien verbreitet.
- Asio clamator oberi (Kelso, EH, 1936)[5] ist auf Trinidad und Tobago verbreitet.
- Asio clamator midas (Schlegel, 1862)[6] kommt vom östlichen Bolivien über Paraguay, das südliche Brasilien, Uruguay und das nördliche Argentinien vor.

## Etymologie und Forschungsgeschichte
Die Erstbeschreibung der Schreieule erfolgte 1807 durch Louis Pierre Vieillot unter dem wissenschaftlichen Namen Bubo Clamator. Das Typusexemplar befand sich in der Sammlung von Louis Dufresne (1752–1832). Als Verbreitungsgebiet gab er von Cayenne bis nach Hudson Bay an. Viellot sah die Art als Synonym zu Strix mexicana Gmelin, JF, 1788, doch wird dieser Namen heute als Nomen dubium betrachtet. 1760 führte Mathurin-Jacques Brisson die neue Gattung Asio ein. Dieser Begriff hat seinen Ursprung in lateinisch asio, asionis, axio, axionis ‚Eule mit Ohren‘. Der Artname clamator steht für lateinisch clamator, clamatoria ‚eine Eule laut Plinius, die für ein böses Omen steht‘. Forbesi ist Dyfrig McHattie Forbes (1901–1979) gewidmet, oberi Frederick Albion Ober (1849–1913). Midas stammt aus der griechischen Mythologie und bezieht sich auf Midas, König von Phrygien. Alfred Laubmann hatte für sein Werk Die Vögel von Paraguay keinen Bag zur Verfügung. In der Literatur sah er z. B. in einem von Richard Otto Rohde (1855–1912) gesammelten Exemplar aus Lambaré durch Hans Hermann Carl Ludwig von Berlepsch, sowie in Monte Sociedad und Río Confuso durch Arnaldo de Winkelried Bertoni Nachweise für das Land. Außerdem erwähnte Laubmann Ave nocturnas de rapiña del acurutú chorreado von Félix de Azara und Strix maculata Vieillot, 1817 im Zusammenhang mit der Eule. Ein weiteres Synonym Rhinoptynx clamator mogenseni Kelso, EH & Kelso, LH, 1935 für A. c. midas aus Concepción, Provinz Tucumán nannte er ebenfalls, ohne diese Unterart genau einschätzen zu können. Für Laumann war Rhinoptynx clamator maculatus von Vieillot die in Paraguay vorkommende Unterart. Neben der Einordnung in der Gattung Rhinoptynx Kaup, 1851 wurde die Art in der Vergangenheit auch in die Gattung Pseudoscops Kaup, 1848 gestellt.

## Belege

### Einzelbelege
1. ↑  König et al., S. 482
2. ↑  IOC World bird list Owls
3. 1 2  George Hines Lowery, Jr. u. a. (1951), S. 576–577.
4. 1 2  Louis Pierre Vieillot (1808), S. 52 & Tafel 20.
5. 1 2  Estelle Henderson Kelso (1936), S. 82.
6. ↑  Hermann Schlegel (1862), S. 2 Fußnote.
7. ↑  Johann Friedrich Gmelin (1788), S. 288
8. ↑  Mathurin-Jacques Brisson, S. 28.
9. ↑  asio The Key to Scientific Names Edited by James A. Jobling
10. ↑  clamator The Key to Scientific Names Edited by James A. Jobling
11. ↑  midas The Key to Scientific Names Edited by James A. Jobling
12. ↑  Hans Hermann Carl Ludwig von Berlepsch (1887), S. 27.
13. ↑  Arnaldo de Winkelried Bertoni (1930), S. 248 & 256.
14. ↑  Félix de Azara (1802), S. 202–205.
15. ↑  Louis Pierre Vieillot (1817), S. 45.
16. ↑  Leon Hugh Kelso u. a. (1935), S. 451
17. ↑  Alfred Laubmann (1939), S. 224
18. ↑  Johann Jakob Kaup (1851), S. 107
19. ↑  Johann Jakob Kaup (1848), S. 769